# Реал Санто-Домінго
Реал був валютою Санто-Домінго (нині Домініканська Республіка) до 1822 року. Деякі монети карбувалися на місцевому карбуванні, які циркулювали разом з іншими іспанськими колоніальними монетами. Реал був замінений на гаїтянський гурд, коли Санто-Домінго було захоплено Гаїті.
Для більш пізніх валют Домініканської Республіки див. Домініканський песо

## Монети
Монети карбувалися номіналом в 1⁄4, 1 і 2 реала, причому 1⁄4 реала карбувалася з міді, а 1 і 2 реала — зі срібла. Мексиканські монети номіналом 1 і 8 реалів карбувалися з коронованим вензелем F7o для обігу в Санто-Домінго.